# 蓋勳
蓋勳（141年—191年），字元固，敦煌郡廣至縣（今甘肅省安西縣西南）人，東漢潁川太守。

## 生平

### 不報私仇
蓋勳被推舉爲孝廉，任漢陽長史。當時武威太守仗勢權勢，贪婪横暴，從事武都蘇正和查辦他的罪狀。涼州刺史梁鵠畏懼權貴，打算殺害蘇正和以推卸罪責，於是向蓋勳詢問意見。蓋勳平日跟蘇正和有仇，有人勸蓋勳可以趁機報復。蓋勳回答此事不可。因事殺賢良，這是不忠；乘他人在危難時落井下石，是不仁。蓋勳勸諫梁鵠說：「養鷹鳶本來是想得到鷙，現在得鷙而烹殺鷹鳶，將來拿甚麼獵捕呢？」梁鵠採納了蓋勳的建議。蘇正和因被免罪而喜悅，拜訪蓋勳打算感謝他。蓋勳不願接見，回答說他是爲梁鵠謀劃，而不是爲蘇正和。蓋勳依舊和過去一樣討厭蘇正和。

### 涼州之亂
中平元年（公元184年），北地的羌胡與邊章等侵略隴右，刺史左昌侵占防禦軍費，偷盜數萬石軍糧。蓋勳強諫，左昌大怒，讓蓋勳與從事辛曾、孔常另駐於阿陽縣（今靜寧縣）抵禦賊軍，想找機會加罪於他，偏偏蓋勳屢建戰功。北宮伯玉攻打金城，蓋勳勸左昌發兵救援，左昌沒有聽從。金城太守陳懿死後，邊章等進軍，在冀縣包圍左昌。左昌召蓋勳等人救援，辛曾等人遲疑不願出兵。蓋勳很生氣地說：「從前莊賈監司馬穰苴軍，因閱兵時遲到，司馬穰苴按軍法把莊賈殺了。現今從事，難道還比當時的監軍重要嗎！」辛曾等人懼怕而遵從蓋勳。蓋勳發兵救左昌。抵達冀地後，責備邊章等人叛國之罪。邊章等人回答說：「左使君如果早聽您的話，帶兵討伐我們，我們還能及時改過自新；現在我們犯下的罪過已經太重，沒法投降了。」於是撤圍離去。
左昌獲罪被徵，扶風宋梟代替他的職位。宋梟認為涼州因爲學術落後，所以常常有反抗跟暴亂。宋梟打算多多書寫《孝經》，讓每一家都學習，或許就能讓人知道禮義。蓋勳勸諫說：「從前太公封於齊，崔杼殺了齊莊公，伯禽封在魯國，慶父篡位。這兩國難道有少學者嗎？現在不急於平定變亂的方法，反而做這種不切實際的事情，既會結怨一州，又會給朝廷笑話，這可不是個好主意。」宋梟不聽從，上奏請朝廷施行，結果遭到詔書責問，以虛慢獲罪被徵。
羌族叛軍圍困護羌校尉夏育在漢陽郡的畜官。蓋勳與州郡聯合發兵救援夏育。援軍到狐槃遭到慘敗。蓋勳下屬已經不到百人，身上有三處負傷，仍堅坐不動。蓋勳指向木牌說：「就將我的屍體葬於此！」句就種羌首領滇吾不許眾人殺死蓋勳，說蓋勳是位賢人，你們如果殺了他，會得罪上天。蓋勳仰天大罵說：「該死的叛軍，你們知道什麼，快來殺我！」羌軍都相視而感到驚訝。滇吾下馬將馬讓給蓋勳騎，蓋勳不肯上馬，於是被羌軍俘虜。羌人佩服他的義勇，不願加害他，於是將蓋勳送回漢陽。後來涼州刺史楊雍表奏蓋勳任漢陽太守。當時發生饑荒，人們互相捕食，蓋勳調運糧食給災民，拿出自家存糧為表率，救活了一千多人。

### 威震京師
中平四年（公元187年），涼州刺史耿鄙統六郡兵馬，以治中程球為先鋒前往討伐韓遂。蓋勳功績卓越，知道耿鄙必敗，於是辭官回家。後來蓋勳被任命為武都太守，詔書讓大將軍何進、上軍校尉蹇碩為蓋勳設宴送行。蓋勳還沒抵達武都，就被任命為討虜校尉。漢靈帝召見蓋勳，問天下為何那麼多叛亂？蓋勳回答是寵信宦官子弟所造成。此時宦官蹇碩就在一旁，漢靈帝回頭看蹇碩，蹇碩不知道該說甚麼。漢靈帝向蓋勳提問他在平樂觀閱兵，拿出寶物獎勵將士的做法如何，蓋勳認為先王耀德不炫耀兵力。賊寇都在遠地，在京城閱兵，不足代表消滅敵人的決心。只表現出黷武而已。漢靈帝讚賞與蓋勳相見恨晚。他的臣子們從來就沒有講過類似的話。當時蓋勳與劉虞、袁紹共同統領禁軍。蓋勳對劉虞、袁紹說：「我見聖上，聖上很聰明，只是被左右所蒙蔽而已。如果眾人能齊心誅殺宦官，然後徵召選拔賢才，漢朝必然復興，之後在功成身退，這豈不是一件快意之事！」劉虞、袁紹平時也經常討論，所以互相都有聯絡，但還沒來得及行動，司隸校尉張溫舉薦蓋勳任京兆尹。漢靈帝還想多與蓋勳親近，由於蹇碩等人忌憚蓋勳，都勸漢靈帝批准張溫的奏章，於是蓋勳被任命為京兆尹。
長安令楊黨的父親是中常侍，楊黨憑藉著父親的權勢貪污。後來蓋勳查到楊黨貪汙了千多萬。權貴們都爲楊黨說情，蓋勳不聽從，將事實上奏，案件牽連到楊黨的父親，詔令要嚴辦，蓋勳就此威震京師。
小黃門京兆高望兼任尚藥監，受皇太子劉辯寵愛，太子因蹇碩的請求要蓋勳舉薦高望的兒子高進爲孝廉，蓋勳不肯。有人說：「皇太子是儲君，高望是皇太子的寵臣，蹇碩又是皇帝的寵臣，你蓋勳卻不肯答應，這正是所謂的『三怨成府』啊。」蓋勳回答：「選賢能的人爲孝廉是為了要報效國家，不是賢能的人就不應該舉薦，即使死了又有什麼好後悔呢！」蓋勳雖在外當官，但每有軍國密事，漢靈帝常發手詔詢問他。靈帝又多次對他賞賜，非常親近和信任他，朝廷裡沒有大臣能比得上。

### 蓋勳抗董
中平六年（公元189年），漢靈帝駕崩，董卓入主雒陽，後來董卓廢漢少帝，殺何太后，蓋勳寫信給董卓說：「從前伊尹、霍光權以立功，結局卻令人寒心。董卓你不過是個微賤之輩，可想而知會有怎樣的結果？恭賀你的人們在門外，但是悼念你的人們已經在你墳前了，不該慎行嗎！」董卓拿到信，很忌憚蓋勳。於是徵召蓋勳任議郎。
左將軍皇甫嵩有精兵三萬駐紮在扶風，蓋勳和皇甫嵩密謀準備討伐董卓。此時皇甫嵩被徵召為城門校尉，皇甫嵩沒有採納梁衍的建議，接受徵召前往京師。蓋勳認爲自己的軍隊太弱還無法獨立行動，只好跟皇甫嵩一同因徵召回京師。
公卿以下百官對董卓沒有不卑躬屈膝的，只有蓋勳僅僅作揖抗禮，見到這種情景的人都大驚失色。
董卓問司徒王允他想要一位能幹的司隸校尉，問他誰能勝任。王允回答只有蓋勳可以勝任，董卓回答蓋勳明智有餘，但是不能夠任命他這種機密的職位。於是任命蓋勳爲越騎校尉。董卓又不想讓蓋勳統率朝廷的軍隊，於是派他出任潁川太守。蓋勳還沒上任，就被徵召回京師。
河南尹朱儁向董卓分析軍情，董卓輕視朱儁言論說他自己百戰百勝，心中有主張。要朱儁不要胡說，別玷污了他的刀！蓋勳說：「從前武丁那樣聖明的君王（胡三省註認為應該是衛和而不是武丁），都請求他人給意見，像您這樣的人，是要打算封住別人的嘴嗎！」於是董卓向朱儁道歉。
蓋勳雖然強直不屈，內心很討厭董卓，後來因背疽發作而去世。享年五十一歲。《後漢紀》載於初平二年（191年）疽發去世，蓋勳的遺囑不接受董卓送喪的任何贈禮。董卓表面寬容，上表請賜東園祕器等用品，將蓋勳葬在安陵。

## 逸聞
- 《後漢書》注司馬彪《續漢書》所載，涼州刺史梁鵠在黃巾之亂爆發時曾徵召武威太守黃儁，但黃儁遲到。梁鵠震怒欲上奏東漢朝廷誅殺黃儁，在蓋勳求情下梁鵠赦免了黃儁。事後黃儁欲送黃金二十斤向蓋勳道謝為其求情之事，蓋勳說：「我是以你的罪責在八議，可從輕發落才幫你講話的。難道你認為我是靠那種說話方式來賺錢的啊！」堅決不肯收。[19]

- 據袁宏《後漢紀》所載，董卓駐兵河東時，時任京兆尹的蓋勳深知並厭惡董卓為人，曾經痛罵董卓是「貪人敗類」，並認為讓董卓入京會讓朝廷動盪不安，於是十分堤防董卓。[20]

## 家庭
- 蓋氏，字思齊，蓋勳之父，官至安定屬國都尉。
- 蓋順，蓋勳之子，官至永陽太守。[21]

## 評價
- 漢靈帝：恨見卿晚，群臣初無是言也。（東晉 袁宏 《後漢紀·卷25》）
- 董卓：此人明智有餘，然不可假以雄職。《後漢書·蓋勳傳》
- 范曄：蓋勳抗董，終然允剛。《後漢書·蓋勳傳》
- 滇吾：蓋長史賢人《後漢書·蓋勳傳》
- 王夫之：皇甫嵩、蓋勳顧名義而不欲狂逞，進躁迫而不倚以為腹心。《讀通鑒論·卷八》
- 蔡東藩：蓋勳位不過長史，獨能遠諧物望，為世所欽。《後漢演義·第六十二回》

## 外部連結
- 《謝承後漢書卷四》 （页面存档备份，存于）
- 《後漢書》文本

## 延伸阅读
[在维基数据编辑]
 《後漢書·卷58》，出自范晔《後漢書》